# Chả mực

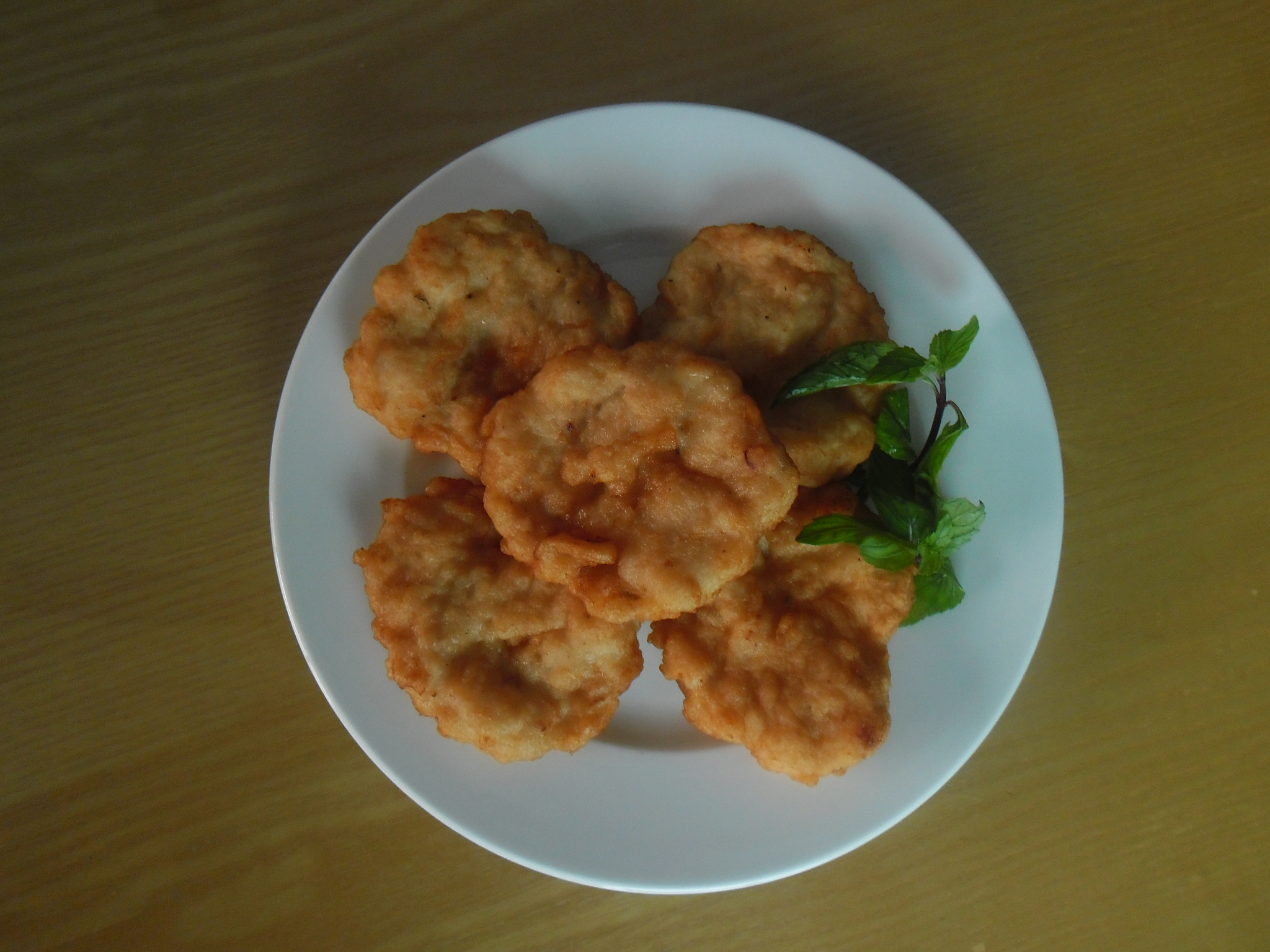
Chả mực Hạ Long thành phẩm

Chả mực là món ăn được làm từ nguyên liệu chính là thịt mực giã hoặc xay nhuyễn, tạo hình bánh tròn rồi chiên chín.
Hai thành phố Hạ Long và Cẩm Phả thuộc tỉnh Quảng Ninh là nơi nổi tiếng với món ăn này.

## Nguyên liệu và cách làm
Nguyên liệu chính của chả mực bao gồm: Mực, trứng gà, thìa là, mỡ gáy, tỏi băm, gia vị, tiêu
Đầu tiên dùng dao cạo phần nhầy của mực, sau đó rửa bằng nước muối. Xắt nhuyễn mực thành sợi hoặc thành dạng hạt lựu và đưa vào máy xay. Sau khi xay mực, đổ mực ra chén. Nêm vào trong chén 1 muỗng cà phê tỏi, tiêu, 2 đến 3 muỗng cà phê thìa là băm nhuyễn, 2 quả trứng đập. Trộn đều hỗn hợp trên lại với nhau. Dùng bao tay ni lông bóp đều hỗn hợp một lần nữa, sau đó cho mỡ gáy vào. Sau công đoạn trên, để hỗn hợp khoảng 5 đến 10 phút cho gia vị thấm đều với nhau. Cuối cùng, vo hỗn hợp mực thành viên hoặc đập giãn thành hình dẹt, cho từng miếng vào chảo dầu để chiên. Nếu chế biến bằng cách nướng thì nên làm dẹp hỗn hợp, làm thành từng lớp mỏng, món ăn sẽ mau chín và ngon hơn.

## Thưởng thức
Sau khi chiên xong, sắp những miếng chả mực ra đĩa. Có thể dùng kèm với dưa leo, cà chua, nước mắm hoặc tương ớt.

## Cách bảo quản
Sau khi làm xong, hấp chả mực sau đó cất vào tủ lạnh, đến khi ăn chỉ cần rán sơ qua là dùng được.

## Đánh giá
Cùng với những món ăn nổi tiếng như phở, bún thang, chả cá Lã Vọng... Chả mực là một trong những món nằm trong top 50 món ăn đặc sản Việt Nam do Trung tâm Sách kỷ lục Việt Nam công nhận.